# 鄰水中學
四川省邻水中学位于华蓥山东麓的四川省邻水县鼎屏镇，创办于民国十四年（1925年）。 1982年获首批省属重点中学。 曾被评为四川省首批「对外开放学校」,「校风示范学校」。同时是全国学习科学实验学校和全国培养体育后备人才试点学校，近年来被评为省级精神文明单位和卫生单位，是一所具有悠久而光荣历史的有名中学。

第一届立法委员 王子野 等人曾担任邻水中学校长。

## 更名发展
- 1925年春，成立并命名为“邻水县立初级中学”
- 1948年6月，被四川省政府列准命名为“邻水县立完全中学”
- 1950年2月，四川省立高级中学，邻水县立女子初级中学，邻水县私立自成中学，邻水县私立启文中学，邻水县立完全中学，合并并成立“川东区邻水中学”
- 1953年1月，更名为“四川省邻水中学校”
- 1956年5月，更名为“四川省邻水中学”

## 地址变迁
- 1925年春,学校选址于邻水县县立高等小学
- 1932年春,学校迁入邻水县内城隍庙(现为邻水县文化馆)
- 1950年2月,学校定址于邻水县西门外(滩嘴)

## 校内沿革(未完成)
- ========邻水中学格致楼的前生======== 
                                                 老教学楼于2012年拆除重修并命名为"格致楼"

以下俩幅图片的拍摄时间均为2010年前后
说明：图像从右至左的文字为:

让人民满意，让家长放心，让学生成才。

从上至下的文字为:

教育要面向现代化面向世界面向未来///办一流学校育跨世纪英才。

这些标语均在重修建筑前被移除并至今再未添加它们。

- ========西校门的世纪革新========

下图拍摄时间为1999年或前后
图中校门内建筑现名称为:办公楼。

 校门内黄色字标语为:热烈庆祝中华人民共和国成立50周年。

- ========有游泳池的年代========

下图拍摄时间为20世纪末期

图中泳池旁左侧红色标语无法辨认，右侧的标语为:严禁跳水。

该泳池在21世纪初期的 新的政策和垃圾清理  的原因被推平，并在2010年前后修建为[露天篮球场]。

以上俩幅图片均拍摄于2015年或前后。

以下是关于第二幅图河流上的桥的补充。

2004年4月14日，正大建设集团有限公司与四川省邻水中学签订《联合办学协议书》。联合筹办[四川省邻水中学实验学校}]。地址为邻水县鼎屏镇五四路31号。筹建时限为两年（2004年5月——2006年5月）。

在此期间修建了该桥。用于连接河流两岸的俩个校区。

2011年6月22日，正大建设集团有限公司与四川省邻水中学签订《终止联合办学协议》。

此后，位于图中河流右侧的校区更名为[“四川省邻水县实验学校”]，并去除了所有关于[“四川省邻水中学”]授权使用的校服校徽及启功(人名)所书写的字体，换为行楷。

2014年前后，该桥因修建[慧怡楼（女生宿舍）]被阻断。

露天篮球场在2018年左右增设棚盖修建[室内篮球场]。

- ========邻水中学革命委员会========

下图拍摄于1971年或前后
图片的背景为上山下乡运动，当时邻水中学的高中毕业生或初中毕业生都会有近一半的人参与到[知识青年大下乡]，剩下的学生将在学校继续学习，参加文化大革命运动。